# Raoul Kourilsky
Pour les articles homonymes, voir Kourilsky.
Raoul Georges Kourilsky , né le 19 juillet 1899 à Bombon (Seine-et-Marne) et mort le 22 septembre 1977 à Blandy-les-Tours, est un médecin français.
Il est le père de plusieurs enfants, dont Marie-Thérèse Join-Lambert et Philippe Kourilsky.

## Biographie

### Études et formation
- Études secondaires au lycée Condorcet à Paris.
- Études supérieures à la Faculté de médecine de Paris
- Mobilisé en 1918, il rencontre X. Leclainche.
- En 1920, Externe des hôpitaux de Paris.
- En 1922, Interne. Élève d'Emile Sergent, André Lemierre, Fernand Widal, René Leriche et Charles Nicolle.
- En 1927, docteur en médecine, chef de clinique à la faculté de médecine de Paris
- En 1930, médecin assistant des Hôpitaux.
- En 1934, médecin des Hôpitaux.
- En 1934, chef de laboratoire de recherches de la clinique de propédeutique.
- En 1936, médecin chef de service à l'hôpital Raymond Poincaré (Garches).
- En 1940, chef de service à l'hôpital Foch.
- En 1950, chef du service de pneumophtisiologie à l'hôpital Saint-Antoine.

### Enseignements et recherches
- En 1946, professeur agrégé
- En 1958, professeur de clinique médicale
- De 1948 à 1955 il est membre du conseil permanent d'Hygiène sociale.
- En 1951, il fonde le groupe de recherche en immuno-pathologies à l'hôpital Saint-Antoine et en devient directeur 1955.
- En 1955, il joue un rôle crucial dans la fondation de l'Association Claude Bernard avec notamment Gabriel Richet.Avec Xavier Leclainche, directeur de l'Assistance publique de Paris qu'il a connu pendant la Première Guerre mondiale et en s'appuyant sur l'Institut national d'hygiène (INH), qui deviendra ultérieurement l'INSERM, le Conseil municipal de Paris, le Conseil général de la Seine, et avec de nombreux chefs de services (Jean Hamburger, Gabriel Richet, Jean Bernard...)
- Il fut un grand acteur dans la réforme des études médicales[En quoi ?] et un actif enseignant.
- Il milita pour le plein temps hospitalier.

Il fut aidé pendant toute sa carrière professionnelle par son épouse, Simone Kourilsky née Develay (1901-1991), ancien chef de clinique, également pneumologue, qui travailla en permanence à ses côtés.

## Distinctions
- Membre de nombreuses sociétés savantes (dont l'académie de médecine et la société philomathique[3])
- Médaille interalliée (1918), médaille d'honneur des épidémies (1922)
- Croix de Guerre 1939-1940 (1941)
- Chevalier de la Légion d'honneur en 1947, officier en 1953[1].
- Officier de la santé publique en 1955.

## Action dans son village de Blandy-les-Tours
Ou pourquoi la rue Courte (Soupe) a été appelée Rue Kourilsky.
Ce court récit ne se veut pas une reconstitution historique complète mais un résumé de ce jour-là.
Le matin du 16 août, une centaine de soldats allemands - des chasseurs de montagne qui se repliaient vers l'est - fit irruption dans Blandy. La Kommandantur fut installée 3, rue courte.
Les « Cent tickets », un café à l’angle de la rue du Verneau et de la rue Vauchèvre, était le centre de ralliement des résistants, qui s’étaient réunis au rez de-chaussée.
La Gestapo s’embusque en face des « Cent tickets ».
Au commandement, les Allemands tirent à feu croisé sur les « Cent tickets ». Le groupe de résistants saute par le jardin. Maurice Salingros ouvre la porte, lève les bras et reçoit une décharge en plein
corps. Il arrivera à se traîner contre le mur à l’endroit où est apposée la plaque.
Il reste hélas à transporter le corps de Maurice Salingros chez son beau-père.
Sur ordre des Allemands, le maire, M. Cailleux, doit regrouper tous les hommes du village. Ils sont rangés contre le mur de la propriété, de part et d’autre de la porte, à l’angle de la rue Courte et de la rue Vaux-Chèvre pour une attente interminable de 14 h 30 à 18 h.
À 18 h, des camions de la Gestapo arrivent. Les Allemands glissent leur chargeur dans leur mitraillette.
À trois reprises, l’un des otages, le docteur Kourilsky, intervient en allemand auprès des occupants pour se présenter et négocier leur libération. Au bout de ces trois tentatives qui tournent court, d’autres officiers arrivent de la place par la rue Courte et après une dernière tentative, toujours en allemand, un long entretien a lieu entre ces officiers et la Gestapo. Finalement, les otages seront libérés et tous les hommes pourront rentrer chez eux, partagés entre la surprise et le soulagement.
Sources du résumé :
Récit d’un témoin : Jean Caillon
« Blandy les Tours sous l’occupation allemande » par le professeur Raoul Kourilsky.